# Yolbaşı, Keşap
Yolbaşı là một xã thuộc huyện Keşap, tỉnh Giresun, Thổ Nhĩ Kỳ. Dân số thời điểm năm 2011 là 136 người.